# Fred Taylor Park
Fred Taylor Park – stadion piłkarski w Waitakere w Nowej Zelandii, na którym swoje mecze rozgrywa zespół Waitakere City. Jego pojemność wynosi 10000 miejsc.